# Klings
Klings è una frazione della città tedesca di Kaltennordheim.